# Дерганиха
Дерганиха (рос. Дерганиха) — присілок у Валдайському районі Новгородської області Російської Федерації.
Населення становить 0 осіб. Належить до муніципального утворення Костковське сільське поселення.

## Географія
Населений пункт розташований на півночі району на Валдайській височині.

## Історія
До 1927 року населений пункт перебував у складі Новгородської губернії. У 1927-1944 роках перебував у складі Ленінградської області.
Згідно із законом від 22 грудня 2004 року № 371-ОЗ року належить до муніципального утворення Костковське сільське поселення.

## Населення
| 2010 |
| ---- |
| 0    |